# 全日本大学女子野球連盟
全日本大学女子野球連盟（ぜんにほんだいがくじょしやきゅうれんめい）は日本における大学女子野球（軟式）の統轄組織である。大学教育の一環として野球を愛する女子学生の活動を補助し、活動を通して各人の成長を願うとともに、加盟大学間の交流を深めようとする団体である。

## 概略
1980年（昭和55年）、藤原茂樹（慶應義塾大学名誉教授、当時専任講師）が神戸山手短期大学に「マンヨーズ」を創設し、1981年（昭和56年）、春日利比古（元芝中学校・高等学校校長、当時専任講師）が洗足学園魚津短期大学に「フィッシャーズ」を創設。両チームは同年6月、藤原と春日の師である池田彌三郎の講演会に合わせて初対決し、この出来事が大学女子野球の存在を広く知らしめた。この神戸山手短大と魚津短大の定期戦の報道が何度も為されるうちに、女子野球に対する問い合わせが来るようになり、1985年（昭和60年）春日は大学女子野球の全国大会を企図する。
1986年（昭和61年）8月28日～29日、魚津短大・神戸山手短大・跡見学園女子大学・産業能率短期大学の4校でプレ大会を開くと、翌1987年（昭和62年）8月6日～9日にプレ大会参加校に跡見短期大学・帝塚山大学・金沢女子大（現・金沢学院大）・日ノ本学園短期大学（現・姫路日ノ本短期大学）を加えて、「第1回全国大学女子軟式野球大会（現・全日本大学女子野球選手権大会）」を開催した。
以降、全国大学女子軟式野球連盟→全日本女子軟式野球連盟→全日本大学女子野球連盟と名称が変遷しつつ、女子大学野球の発展普及に努めている。具体的には、全国にある大学の女子学生が結成する軟式野球部またはサークルを統括し、毎年8月下旬に富山県魚津市で行われる全日本大学女子野球選手権大会を主催している。

## 沿革
沿革は全日本女子軟式野球連盟HP「女子野球の歩む」に拠る。
- 1977年（昭和52年）全日本女子野球協会設立。
- 1982年（昭和57年）全日本女子野球協会自然消滅。
- 1987年（昭和62年）全国大学女子軟式野球連盟を結成。第1回全国大会開催。
- 1988年（昭和63年）関東女子野球連盟を結成。第1回関東大会（春・秋）開催。
- 1989年（平成元年）関女連選抜と西日本連盟(現関西連盟）選抜親善試合開催。全国組織へ。
- 1990年（平成2年）全日本女子軟式野球連盟を結成。第2回全国大会開催。
- 1991年（平成3年）NPBプロ野球のオリックス・ブルーウェーブの入団テストに2名の女性が挑戦(不合格）。
- 1992年（平成4年）関女連選抜と全国大学女子軟式野球連盟親善試合。
- 1994年（平成6年）全日本軟式野球連盟が小・中・高・一般の女子の参加を承認。東京六大学が女子学生に門戸を開放。
- 1995年（平成7年）アメリカ女子プロ野球チーム「コロラド・シルバーブレッズ」の入団テストに3名挑戦(不合格）。第1回ジャパンカップ(全女連優勝vs全国大学女子優勝)を開催。
- 1996年（平成8年）第1回全国選抜北海道大会を開催。1999年から地区大会へ移行。
- 1999年（平成11年）全日本硬式チーム「エネルゲン」が渡米。「ワールドベースボールウィークインジャパン」に全女連初参加。
- 2000年（平成12年）第１回日米女子硬式野球大会開催（西武ドーム）。
- 2001年（平成13年）東京六大学リーグ戦で、明大vs東大で初の女性投手対決。第1回女子野球選手権をカナダ・トロントで開催。久留米商業高等学校チームが初参加。
- 2002年（平成14年）ピンクリボンキャンペーン（乳ガン啓蒙支援活動）を推進。
- 2003年（平成15年）第1回全国高等学校女子軟式野球選手権大会を開催。
- 2004年（平成16年）第15回記念大会実施。一般の部48チーム。高校生の部5チームが参加。
- 2009年（平成21年）第20回全日本女子軟式野球選手権大会を開催
- 2010年（平成22年）国内で女子プロ野球開幕。（京都アストドリームス、兵庫スイングスマイリーズ）
- 2011年（平成23年）一般の部32チームに加え中高生の部15チームが大会に参加。女子学童軟式野球大会「東京都知事杯」を開催（第1回）
- 2013年（平成25年）学童女子軟式野球「NPBガールズトーナメント」2013全国大会を開催（第1回）
- 2014年（平成26年）全日本女子軟式野球連盟が公益財団法人全日本軟式野球連盟に加盟。

## 加盟大学
支部および加盟大学は以下の通り。
- 東北支部（1大学）
  - 仙台大学
- 東関東支部（10大学）：関東大学女子軟式野球連盟
  - 跡見学園女子大学
  - 上智大学
  - 女子美術大学
  - 多摩美術大学
  - 千葉商科大学
  - 東京海洋大学
  - 武蔵野美術大学
  - 立正大学
  - 早稲田大学
  - 和洋女子大学
- 西関東支部（4大学）：関東六大学女子軟式野球連盟
  - 東京女子体育大学
  - 日本女子体育大学
  - 日本体育大学
  - 日本体育大学女子短期大学部
- 東海支部（8大学）
  - 愛知医療学院短期大学
  - 愛知学泉大学
  - 桜花学園大学
  - 金城学院大学
  - 皇學館大学
  - 至学館大学
  - 椙山女学園大学
  - 中京大学
- 北陸支部（3大学）
  - 金沢学院大学
  - 富山大学
  - 富山短期大学・富山国際大学
- 関西支部（6大学）
  - 大阪芸術大学
  - 大阪体育大学
  - 園田学園女子大学
  - 武庫川女子大学
  - 兵庫県立大学
  - 関西大学

## 運営大会
- 全日本大学女子野球選手権大会 　「マドンナたちの甲子園」として知られる[5]。

## 支部連盟
- 関東大学女子軟式野球連盟
- 関東六大学女子軟式野球連盟
- 関西地区大学女子軟式野球連盟